# Iris humilis
Iris humilis är en irisväxtart som beskrevs av Johann Gottlieb Georgi. Iris humilis ingår i släktet irisar, och familjen irisväxter. Inga underarter finns listade i Catalogue of Life.

## Bildgalleri

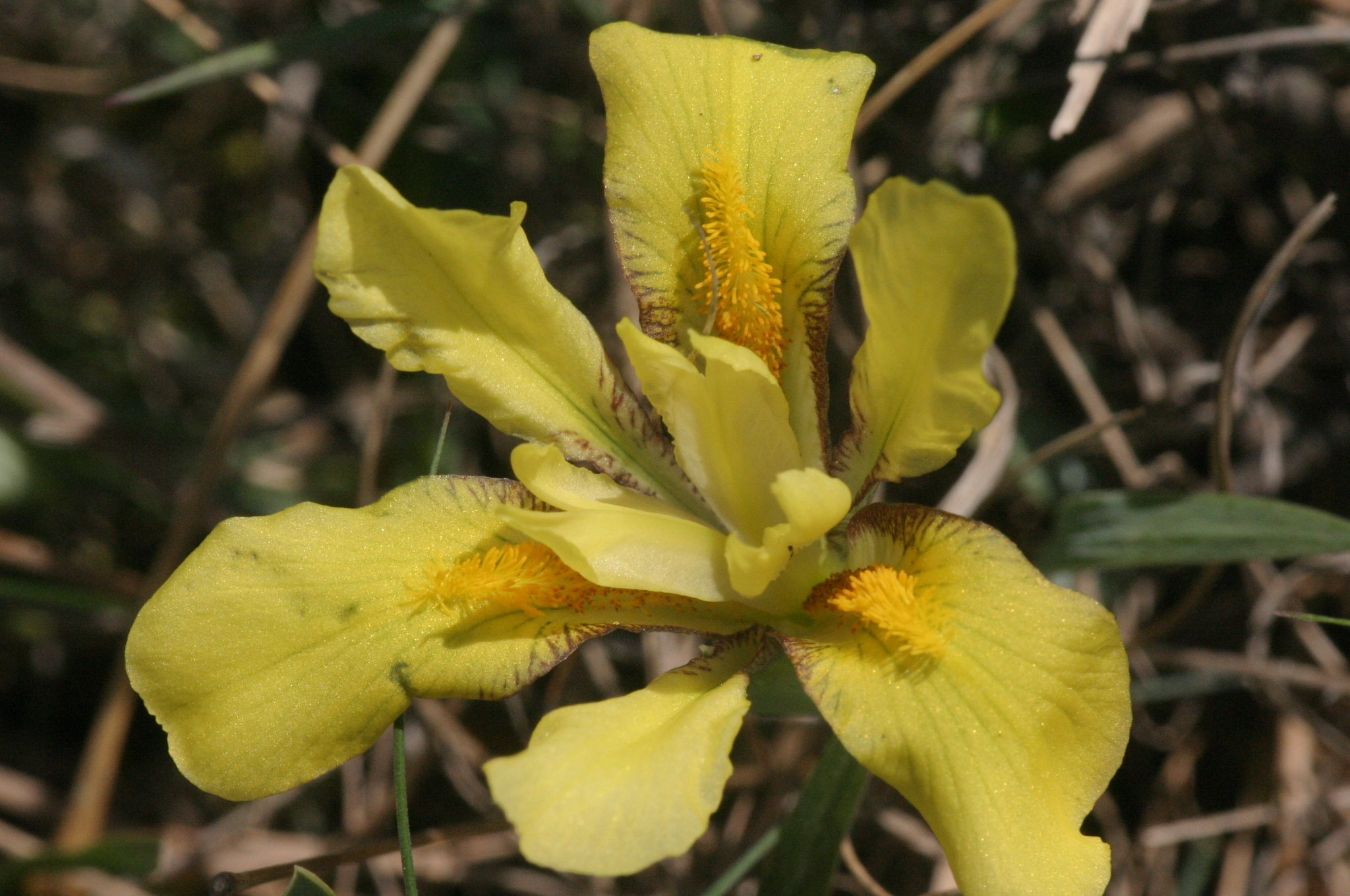
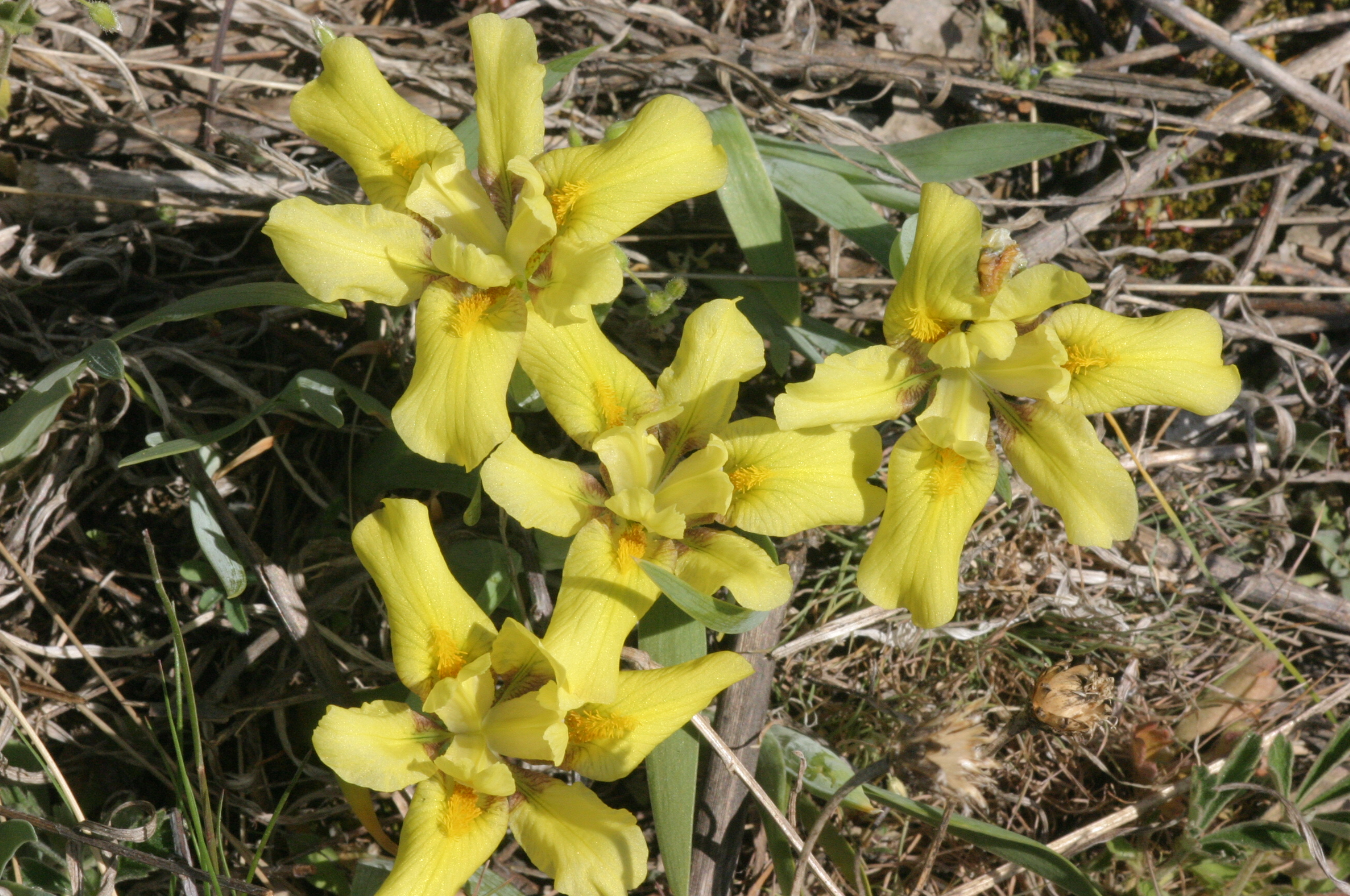
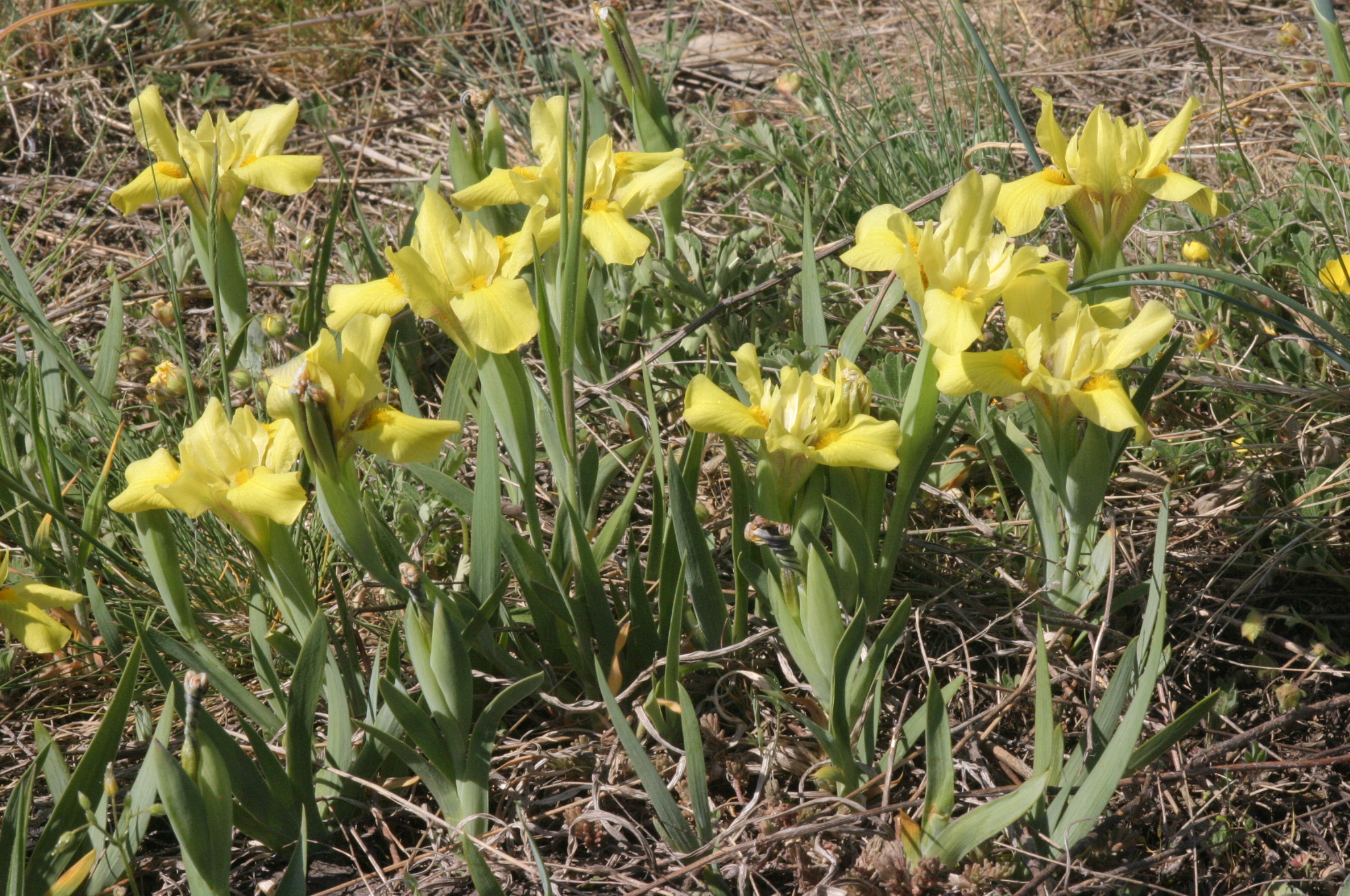
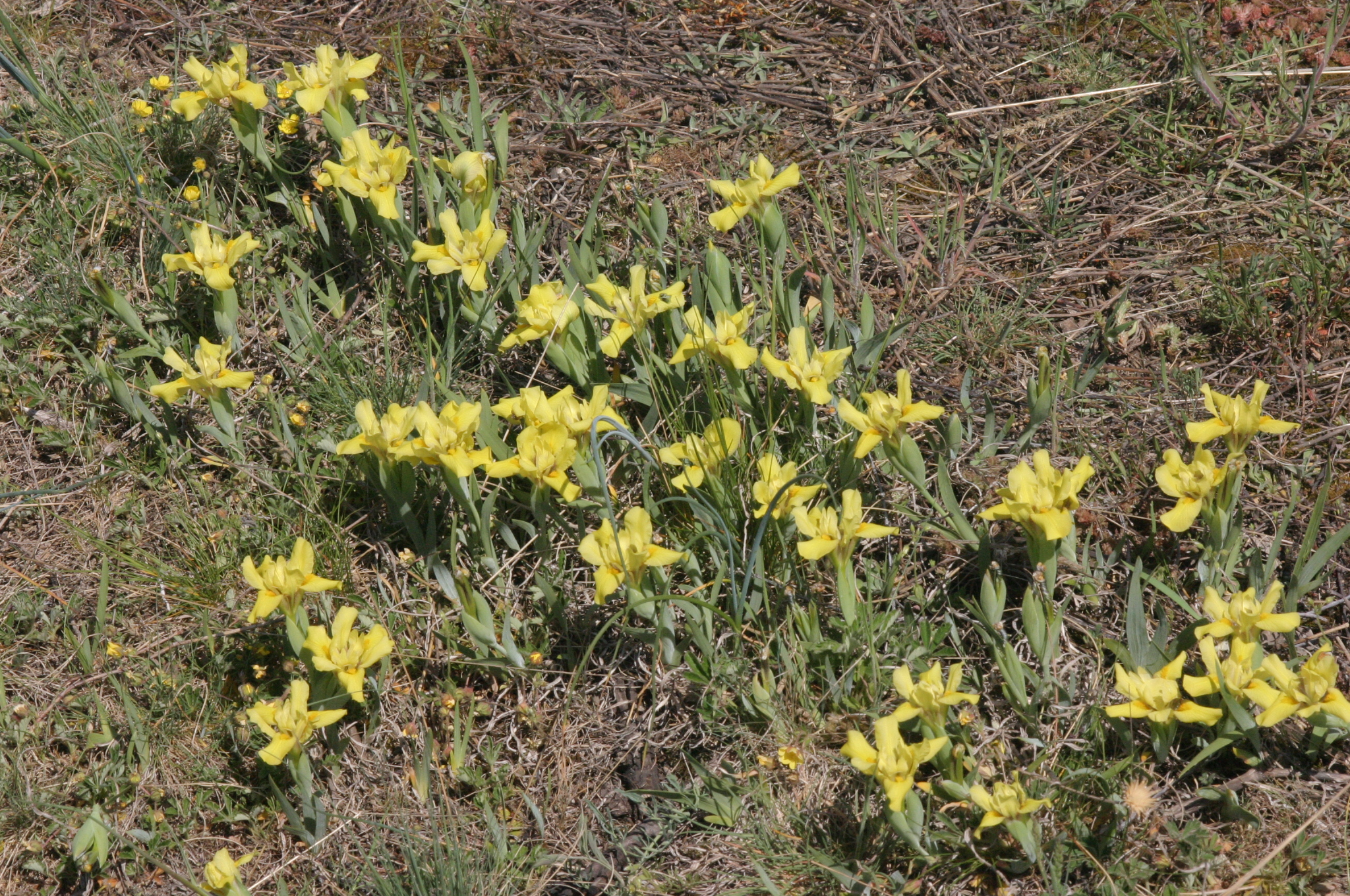
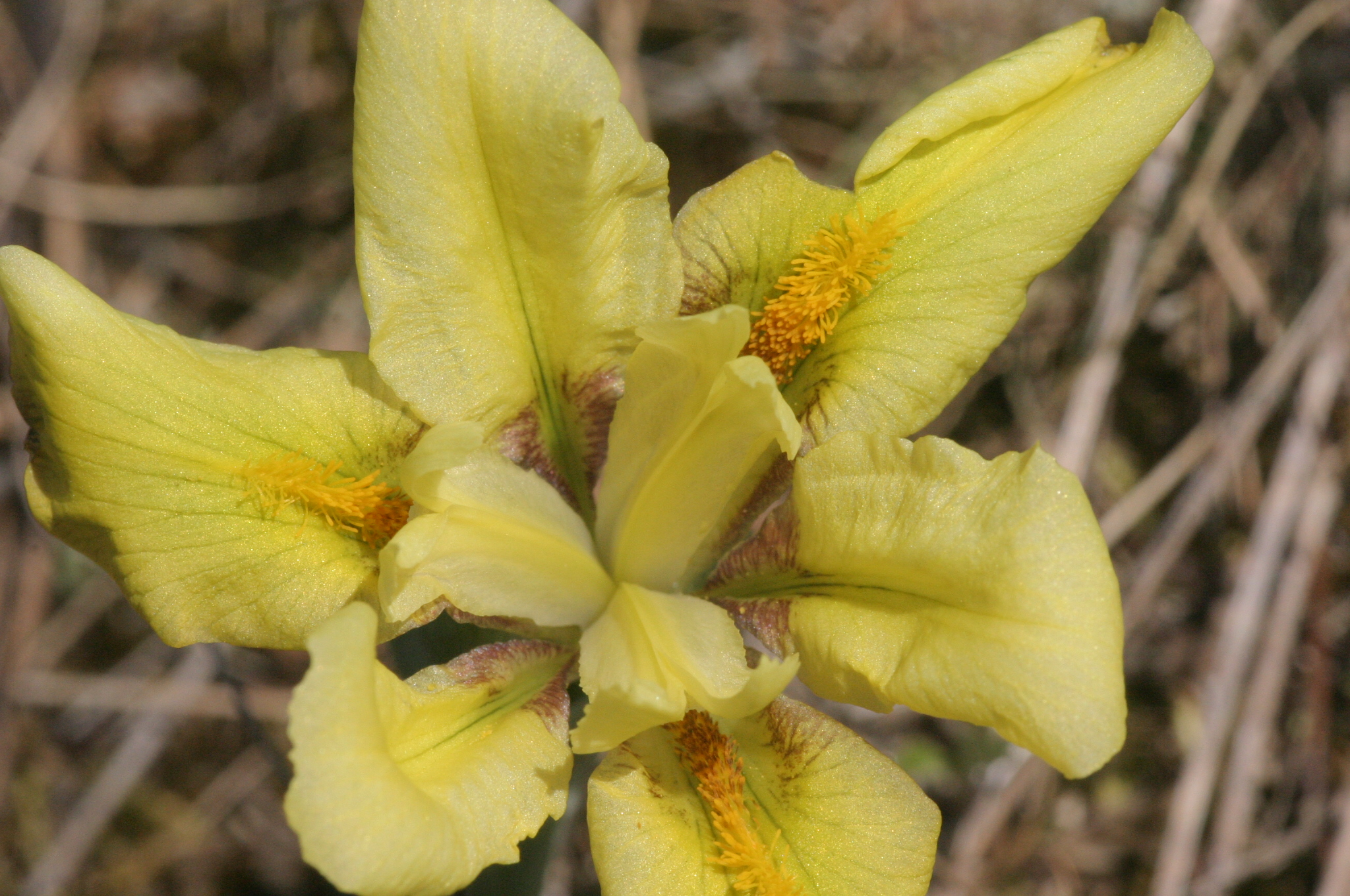